# Скубі-Ду (фільм, 2002)
«Скубі-Ду» (англ. Scooby-Doo) — американська містична комедія, створена на основі відомого мультсеріалу, що розповідає про пригоди групи юних детективів та їхньої собаки, що розмовляє. Прем'єра відбулась 8 червня 2002 року.

## Сюжет
Скубі-Ду — непосидючий і незграбний пес, який допомагає своїм друзям Вельмі, Фреду, Дафні та Шеггі боротися із злочинністю. Але після чергової, як завжди з блиском розкритої справи, в групі відбувається розкол, і тепер уже колишні друзі розходяться в різні боки, щоб не ділити славу з колегами. Зустрітися знов їм належить через два роки, коли кожний одержить лист із проханням про допомогу від власника «Страхоострова» містера Мондеверіуса, переконаного, що в його володіннях з'явилися монстри.

## В ролях
- Фредді Принц-молодший — Фред Джонс
- Сара Мішель Геллар — Дафна Блейк
- Лінда Карделліні — Велма Дінклі
- Меттью Ліллард — Норвілл «Шеґґі» Роджерс
- Ровен Аткінсон — Еміль Мондаверіус
- Айла Фішер — Мері Джейн
- Ніл Фаннінг — Скубі-Ду (голос)
- Мігель А. Нуньєс-молодший — Майстер Вуду
- Памела Андерсон — в ролі себе
- Sugar Ray — зіграли самих себе
- Сем Греко — Заркос, реслер в масці

## Цікаві факти
- Фредді Принц-молодший, виконавець ролі Фреда, одружений із Сарою Мішель Геллар, що зіграла роль Дафни.
- Гурт Sugar Ray знявся у фільмі в ролі самих себе та виконав пісню Words to Me.